# Sakina Sidi Aboudou
Sakina Sidi Aboudou de son nom complet Sakina Sidi Aboudou Alpha Orou est une femme politique béninoise.

## Biographie
Sakina Sidi Aboudou intègre le gouvernement de Boni Yayi à la suite des élections présidentielles de mars 2006. Le 8 avril 2006, elle fait partie des 22 membres du premier gouvernement du Yayi. Elle est l'une des cinq femmes présentes dans ce gouvernement. 
Sakina Sidi Aboudou prend la tête du ministère délégué chargé de la promotion des petites et moyennes entreprises et de la microfinance auprès du ministre du développement et de l’économie,,,.